# مضخة دورية
المضخة الدورية هي آلة تحرك السائل بشكل دوري باتجاه واحد من نظام احتوائي لآخر. تعمل المضخة على التغيير المضبوط لضغط وحجم وأحيانا درجة حرارة الموائع، بحيث تتدفق الموائع بشكل تناسبي، عادة ما يكون على شكل نبضي (كما هو الحال مع نبض قلب الإنسان) أو على شكل حركة منتظمة (كما هو الحال في مضخة الزيت للمحرك في السيارة). المضخات الدائرية تكون مدمجة عادةً في آلات تتعامل مع السوائل ونقلها.